# O Judeu (livro)
O Judeu é o título de um romance histórico de Camilo Castelo Branco publicado em 1866, sobre a vida de António José da Silva, cognominado O Judeu, teatrólogo luso-brasileiro, nascido no Rio de Janeiro, no Brasil, vítima da Inquisição portuguesa, bem como de sua esposa Leonor Maria de Carvalho e dos antecessores de ambos. Assim como Mark Twain, ao escrever uma biografia romanceada de Joana D'Arc, consegue criar uma obra-prima que, por destoar de seus temas mais populares, é menos conhecida do público, o mesmo podemos dizer desta obra do escritor romântico português que denuncia a "INFÂMIA" da Inquisição, aquele "braço ensanguentado que feria no rosto a honra de Portugal com o cetro dos reis".
Segundo Eduardo Neves da Silva, em "Entre a biografia e a história, o folhetim: a vida e a obra de Antônio José da Silva em O Judeu, de Camilo Castelo Branco, "Uma das complexidades de O Judeu reside no fato de que a narrativa apresenta caráter múltiplo, pois desdobra-se em diversas novelas que se entrecruzam e se complementam [...], quais sejam: novela de aventuras, novela passional e novela biográfica."
Não se trata de uma obra de História romanceada, e sim de um romance histórico. Assim, alguns acontecimentos são fictícios, criados pela imaginação do autor, entre eles a amizade entre António José e José de Oliveira, o triângulo amoroso entre estes e Sara, e a caça ao tesouro escondido. "O mais importante na leitura da obra é o pacto implícito entre o ficcionista e o leitor, pacto esse que reza que a narrativa em questão deve ser aceita mais pela sua verossimilhança do que pela sua veracidade."

## Personagens
- Plácido de Castanheda de Moura - contador-mor dos contos do reino.
- Francisca Pereira Teles - mulher ambiciosa e vingativa, esposa de Plácido.
- Luís Pereira de Barros - octogenário, pai de Francisca, morgado de Bemposta.
- Garcia, Jorge e Felipe - filhos do casal, sendo Jorge o favorito do avô e execrado pela mãe, que prefere seus dois irmãos libertinos.
- Sara - judia, filha de um casal queimado no auto-de-fé de 1865, criada por Luís Pereira. No batismo adota o nome cristão Maria. Casa-se com Jorge.
- Simão de Sã - judeu rico e bem relacionado que dá guarida a Sara.
- Diogo de Barros - tio de Jorge.
- Leonor Maria de Carvalho - filha de Jorge e Sara. As mães de Leonor e António fizeram um pacto de casarem seus filhos quando crescessem, o que de fato ocorreu.
- Lourença Coutinho - prima de Sara, mora no Rio de Janeiro mas, denunciada à Inquisição, é enviada a Lisboa.
- João Mendes da Silva - advogado marido de Lourença.
- António José da Silva - filho mais novo de João Mendes e Lourença, virá a se casar com Leonor e se tornará um teatrólogo popular, cognominado “O Judeu”.
- José de Oliveira e Sousa, contador-mor dos contos do reino, cargo antes exercido por Plácido.
- Isabel da Silva Neves, amiga de Lourença Coutinho e esposa de José de Oliveira e Sousa.
- Francisco Xavier de Oliveira, filho de José de Oliveira e Isabel, amigo de António José da Silva.
- Duarte Cotinet Franco, almoxarife do palácio de Bemposta, traidor responsável pela segunda prisão e condenação de António José pelo Santo Ofício.

## Resumo da obra

### PARTE PRIMEIRA
A Parte Primeira transcorre entre 1699 e 1701 e narra como Francisca Pereira Teles persegue o filho Jorge, confidente e preferido do avô, e protege seus dois outros filhos libertinos, Garcia e Felipe. A ambiciosa Francisca e seus dois filhos favoritos têm esperança de um dia se apossarem do tesouro que Luís Pereira escondeu num chafariz com a estátua de Netuno. O segredo o local do tesouro está gravado num anel que o avô, antes de morrer, entrega a Jorge. Francisca persegue a filha de judeus mortos num auto-de-fé, Sara, batizada como Maria, criada por Luís Pereira, que a esconde primeiro num convento e depois na casa de um judeu rico e bem relacionado, Simão de Sã. Com a morte do avô, começa a busca ao tesouro escondido, sem resultado. Em 1701, Jorge casa-se com Sara e partem para Amsterdã, onde vai se dedicar a negócios. O autor mostra que conhece a cultura e costumes judaicos ao descrever a biblioteca de literatura judaica de Simão e a cerimônia de casamento entre Sara e Jorge, cerimônia esta que, segundo o autor, um cristão só poderá chamar de ridícula quando o Cristianismo for expurgado de outras cerimônias ainda mais ridículas. Felipe é assassinado pela família de uma moça com quem se encontrava furtivamente no convento onde ela morava.

### PARTE SEGUNDA
Como o frio de Amsterdã não fizesse bem a Sara, em 1707 o casal decide mudar-se para o Brasil, hospedando-se em casa de João Mendes da Silva, marido de Lourença Coutinho, prima de Sara. Em 1711, enquanto o marido estava na Europa liquidando seus negócios ali, Sara dá à luz uma filha, batizada como Leonor. O casal João Mendes e Lourença tem três filhos, dos quais o mais novo, Antônio, desde cedo revela o talento para a poesia e as comédias. “António [...] sustentava [...] que Gil Vicente era superior a Camões. A comédia era, no pensar do menino, a melhor forma da poesia, a mais agradável e recreativa.”  O menino precoce, ao crescer, e após estudar em Coimbra, tornar-se-á um teatrólogo popular, António José da Silva, cognominado “O Judeu”. As duas mães fazem um pacto de que, quando crescerem, seus filhos António e Leonor se casarão. Quando Lourença Coutinho e o marido são presos, suspeitos de judaísmo, e enviados a Lisboa, Jorge e Sara partem para lá a fim de, com seus relacionamentos, ajudá-los, e de fato conseguem que Lourença seja solta, após um período pouco superior a dois meses na prisão. João Mendes torna-se advogado em Lisboa, não retornando ao Brasil, mas a ameaça da Inquisição obriga Jorge e Sara a voltarem para a Holanda. Jorge contrai uma doença pulmonar que o leva a fazer várias viagens, inclusive à Itália, em busca de climas mais amenos, mas enfim, depois de sucessivas melhoras e recaídas e de um período depressivo em que vaticina uma má estrela para sua mulher e filha, vem a falecer. Sua viúva, saudosa de Portugal, contrariando os conselhos de Simão de Sã, que para escapar do Santo Ofício viera morar em Amsterdã, resolve deixar a segurança dessa cidade e voltar para a terra natal, mas no caminho, em Valladolid, Espanha, ela e a filha são denunciadas à Inquisição por um fidalgo cuja corte Leonor rejeitara, e só conseguem se livrar por interseção de Francisco Xavier, amigo de António José, que por acaso se encontrava lá, atrás de uma cigana pela qual se apaixonara. O tesouro enterrado pelo avô de Jorge continua intacto. O irmão de Jorge, Garcia, morreu enforcado por se encontrar furtivamente com uma cigana amante do rei D. João V, que a encerrara num convento. A mãe de Jorge também morreu, ensandecida.

### PARTE TERCEIRA
A Terceira Parte inicia-se com a formatura de António José em cânones (teologia) pela Universidade de Coimbra em 1726. Embora auxilie o pai na atividade de advogado, seu maior interesse é pela atividade literária, especificamente as então chamadas “óperas”, ou comédias teatrais. Detido por um período pelo Santo Ofício, sofre tortura mas nessa primeira vez escapa da fogueira. Já Leonor apaixona-se por Francisco Xavier, que a resgatara do Santo Ofício em Valladolid, e resiste a desposar António José, conforme havia sido pactuado por suas mães. Quando Xavier casa-se com Ana Inês de Almeida, Leonor encerra-se no Convento da Encarnação, mas sua mãe, no leito da morte, extrai-lhe a promessa de se casar com o teatrólogo, promessa essa cumprida em 1734, findo o luto de um ano. António José estreia várias “óperas” de sucesso, entre elas Vida do Grande D. Quixote de la Mancha e do Gordo Sancho Pança e Guerras do Alecrim e da Manjerona, tornando-se o “mais festejado e popular talento do país”, sendo considerado “o Aristófanes português”.

### PARTE QUARTA
A última parte conta como o almoxarife do palácio de Bemposta, Duarte Cotinet Franco, trai a confiança de António José para lhe arrebatar o tesouro que havia sido escondido pelo bisavô de Leonor e que o almoxarife ajudou o Judeu a localizar e resgatar. O almoxarife induz uma escrava fugida a depor contra a família do Judeu, acusando-a de judaizante (ou seja, praticante secreta do judaísmo), tudo isso culminando na prisão, no dia do segundo aniversário de sua filha Lourença (5 de outubro de 1737), e condenação à morte no auto-de-fé de 18 de outubro de 1739 do “mais desventurado e talentoso homem que a religião de S. Domingos matou em Portugal”.